# Puy-de-Sancy-Seilbahnen

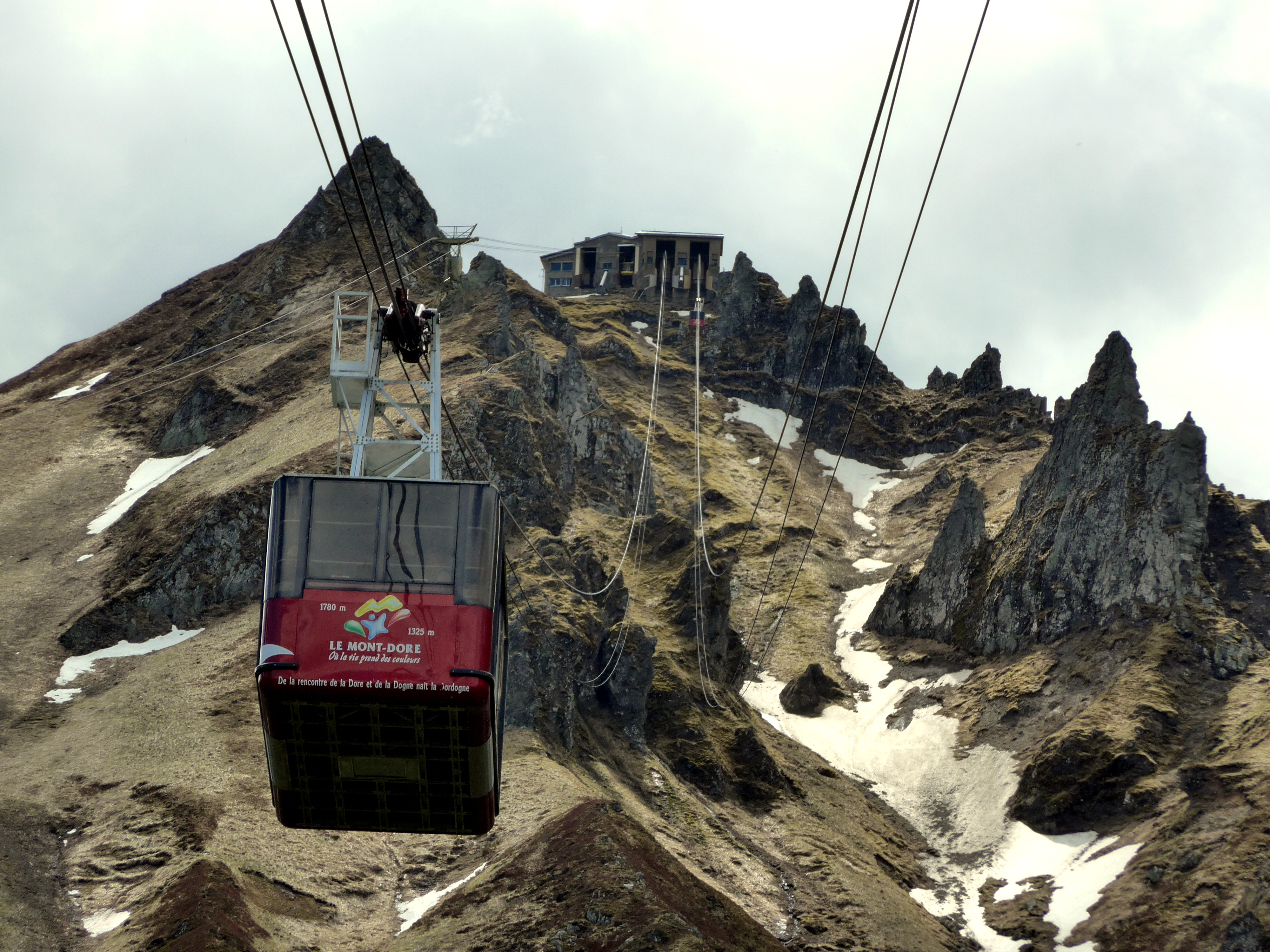

Die Seilbahnen auf dem Puy de Sancy sind zwei parallele Luftseilbahnen, die 1936/1937 und 1961 erbaut wurden und von Mont-Dore auf den Pic du Sancy (1780 m) führen. Die erste 1936/1937 erbaute Seilbahn verfügt über eine Stütze, während die zweite Bahn keine Stütze besitzt.
Letztere Bahn hat eine Länge von 1111 Metern und verfügt über zwei Kabinen, die 1991 gebaut wurden. Der Antrieb erfolgt mit einem Gleichstrommotor von 280 kW Leistung. Die 1998 installierten Zugseile haben einen Durchmesser von 27,8 mm und die 2011 installierten Tragseile einen solchen von 48 mm. Am 22. Dezember 1965 kam es bei dieser Bahn zu einem schweren Unfall mit 7 Opfern, als diese bei starkem Wind in Folge eines Stromausfalls plötzlich stoppte, wobei eine Kabine mit einem Felsen kollidierte, aufgerissen wurde und sieben Passagiere hinausstürzten. 